# Rode koekoekshommel
De rode koekoekshommel (Bombus rupestris) is een vliesvleugelig insect uit de familie van de bijen en hommels (Apidae). De wetenschappelijke naam van de soort werd gepubliceerd in 1793 door Fabricius.